# Filha da Mãe
Filha da Mãe ès una pel·lícula portuguesa dirigida per João Canijo del 1989.
La majoria de les seqüències d'aquesta pel·lícula es van rodar als espais d'un edifici residencial de la Rua da Ilha do Príncipe nº 7, a Lisboa, dissenyat per l'arquitecte Jorge Ferreira Chaves. Aquesta obra va ser escollida per a la decoració en diverses altres pel·lícules portugueses.

## Argument
Comèdia sentimental, intriga policial i tragèdia matrimonial, aquesta pel·lícula explica la història de Maria (Rita Blanco), una “filla de mamà” còmica, agressiva, cínica i sentimental.
Té un xicot, Adriano (João Cabral), que està involucrat en el tràfic de petits robatoris. La seva mare és la Júlia (Lídia Franco), una actriu insegura i mesquina l'amant ocasional de la qual és Gigi (Miguel Guilherme), actor drogodependent, sempre sense diners i amb el cor dividit entre Júlia i Dalila, el seu company d'escenari. El seu pare és Álvaro (José Wilker), un pintor que, després de vint anys desaparegut al Brasil, vol tornar a Júlia com si res hagués passat i es troba cara a cara amb una filla que no sap si és seva i que, quasi sense adonar-se'n, cau als seus braços.

## Repartiment
- José Wilker - Álvaro
- Rita Blanco - Maria
- Lídia Franco - Júlia
- Miguel Guilherme - Gigi
- Diogo Dória - Lázaro
- João Cabral - Adriano
- Adriano Luz - Víctor
- Alexandra Lencastre - Lilita